# Midnight Son
Midnight Son è un album di Eric Andersen, pubblicato dalla CBS Records nel 1980.

## Tracce
Lato A
1. It Must Be Love – 3:44 (Eric Andersen, Art Funaro)
2. Rock'n Roll Woman – 3:29 (Eric Andersen, Zona Dentan)
3. Midnight Son – 3:18 (Eric Andersen)
4. Walked Out the Door – 2:52 (Eric Andersen)
5. Picture in My Heart – 3:50 (Eric Andersen)
6. Norway – 2:46 (Eric Andersen)

Durata totale: 19:59
Lato B
1. Who's Gonna Keep My Love – 4:03 (Eric Andersen, Zona Dentan)
2. Come Runnin' Like a Friend – 4:43 (Eric Andersen)
3. Don't Cry Now – 3:06 (Eric Andersen)
4. Thurman – 3:50 (Eric Andersen)
5. Messiah – 3:22 (Eric Andersen)

Durata totale: 19:04

## Formazione
- Eric Andersen - chitarra, voce
- Robert Lustgarten - chitarra, accompagnamento vocale
- Tom Patrick Salisbury - tastiere
- Brad Stahl - basso, accompagnamento vocale
- Randy Ciarlante - batteria, percussioni